# Micropeplus
Micropeplus — род стафилинид из подсемейства Micropeplinae. В ископаемом состоянии известен с середины мелового периода.

## Описание
Длина около 1-3 мм. Усики из 9 сегментов, их последний сегмент большой, шаровидной формы. Переднеспинка на нижней стороне с глубокими желобками для вкладывания усиков. Формула лапок 3-3-3. Надкрылья с продольными рёбрами. Задние тазики широко расставлены .

## Систематика
К роду относятся более 60 видов:
- M. borealis — M. browni — M. brunneus — Micropeplus caelatus Erichson, 1839 — M. calabricus — M. caspicus — M. clypeatus — M. cribratus — M. dentatus — M. denticollis — Micropeplus doderoi Normand, 1920 — M. dokuchaevi — M. durangoensis — M. editus — M. fulvus — Micropeplus gomerensis Assing, 1999 — Micropeplus graecus Reitter, 1887 — M. hiromasai — M. japonicus — M. kikuchii — Micropeplus laevipennis Eppelsheim, 1880 — M. laticollis — M. latus — Micropeplus lecontei M. lecontei — M. longipennis — M. marietti — M. nelsoni — M. neotomae — M. newtoni — M. nitidipennis — M. nomurai — M. obscurus — M. obsoletus Rey, 1884 — M. okiensis — M. porcatus — M. punctatus — M. punicus — M. punctatus — M. ripicola Kerstens, 1964 — M. robustus — M. rougemonti — M. satoi — M. sculptus — M. shanghaiensis — M. sharpi — M. sikkimi — M. sinensis — M. sinuatus — M. smetanai — M. spinatus — M. staphylinoides — M. taiwanensis — M. tesserula — M. thoracicus — M. tichomirovae — M. turcicus — M. uenoi — M. volcanus — M. xiaoae — M. yasutoshii — M. yunnanus — M. yushanensis